# Padunia lepnevae
Padunia lepnevae är en nattsländeart som beskrevs av Martynov 1929. Padunia lepnevae ingår i släktet Padunia och familjen stenhusnattsländor. Inga underarter finns listade i Catalogue of Life.